# Emma Navarro
Emma Navarro (Charleston, 18 de mayo de 2001) es una tenista profesional estadounidense.
Navarro tiene un ranking de individuales WTA más alto de su carrera n.º 9, logrado en septiembre del 2024. También tiene un ranking WTA más alto de su carrera, n.º 93 en dobles, logrado el 12 de agosto de 2024. En 2021 ganó el Campeonato de la División I de Tenis Femenino de la NCAA con la Universidad de Virginia.
Navarro hizo su debut en el cuadro principal del WTA Tour en el Torneo de Charleston 2019, después de recibir una wildcard para los eventos de individuales y dobles.
Hizo su debut en un cuadro principal de Grand Slam en el Torneo de Roland Garros 2023 como wild card, llegó a la segunda ronda derrotando a la lucky loser Erika Andreeva para conseguir su primera victoria en major.

## Trayectoria deportiva

### 2024: primer título WTA, semifinalista del Abierto de Estados Unidos y top-8
Empieza la temporada siendo semifinalista del Torneo de Auckland donde pierde 6-3, 6-1 contra Coco Gauff.
Se proclama campeona del Torneo de Hobart tras imponerse en la final 1-6, 6-4, 5-7 a la belga Elise Mertens. De esta manera Navarro consigue el primer WTA 250 de su carrera y también su primer premio WTA.
En el Abierto de Australia pierde en su tercer partido 2-6, 6-2, 1-6 contra Dayana Yastremska.
Es semifinalista del Torneo de San Diego perdiendo 3-6, 1-6 contra la británica Katie Boulter. Alcanza los cuartos de final del Masters de Indian Wells donde pierde 5-7, 6-2, 6-4 ante Maria Sakkari. 
Es finalista del Trophée Clarins perdiendo 2-6, 6-3, 4-6 ante Diana Shnaider. En Roland Garros cae 2-6, 3-6 en su cuarto partido frente a Aryna Sabalenka. 
Alcanza las semifinales del Torneo de Bad Homburg donde cae ante Diana Shnaider 7-5, 2-6, 6-3. En Wimbledon llega hasta los cuartos de final perdiendo 6-2, 6-1 contra Jasmine Paolini.
Participa en los Juegos Olímpicos de París únicamente en la categoría individual. En primera ronda vence a la austríaca Julia Grabher (6-2, 6-0) y en segunda ronda a la búlgara Viktoriya Tomova (6-7, 6-4, 6-1). Pierde en tercera ronda 7-6, 6-7, 1-6 contra la china Quinwen Zheng. 
Es semifinalista del Masters de Canadá perdiendo 3-6, 6-2, 2-6 contra su compatriota Amanda Anisimova. También alcanza la semifinal del Torneo de Monterrey perdiendo 7-6, 7-5 contra Linda Noskova. 
En el Abierto de Estados Unidos es semifinalista perdiendo 3-6, 6-7 contra Aryna Sabalenka. Este registro es el mejor de Navarro en un Grand Slam.
Emma Navarro finaliza la temporada clasificada como la número ocho del mundo, el mejor registro de su carrera. 

## Títulos WTA (2; 2+0)

### Individual (2)
| Leyenda              |
| Grand Slam (0)       |
| Juegos Olímpicos (0) |
| WTA Finals (0)       |
| WTA 1000 (0)         |
| WTA 500 (1)          |
| WTA 250 (1)          |

| N.º | Fecha               | Torneo | Superficie | Oponente en la final | Resultado     |
| --- | ------------------- | ------ | ---------- | -------------------- | ------------- |
| 1.  | 13 de enero de 2024 | Hobart | Dura       | Elise Mertens        | 6-1, 4-6, 7-5 |
| 2.  | 2 de marzo de 2025  | Mérida | Dura       | Emiliana Arango      | 6-0, 6-0      |